# Пожежа 2005 року в Мумбаї
27 липня 2005 року сталася велика пожежа на морському комплексі ONGC Oil and Natural Gas Corporation на родовищі Мумбаї, розташованому приблизно за 100 км від Мумбаї, штат Махараштра, Індія. Аварія сталася внаслідок зіткнення допоміжного судна з виробничою платформою. Пожежа спричинила 22 постраждалих (11 з яких одужали, а 11 зникли безвісти), а матеріальні збитки оцінюються в 370 мільйонів доларів.

## Передумови
Нафтове родовище Мумбай-Хай, найбільше в Індії, розташоване в Аравійському морі, приблизно за 170 км (110 миль) на захід від Мумбаї. Воно експлуатується ONGC та видобуває нафту та газ, які транспортуються трубопроводом до переробного заводу в Урані. У північній частині родовища, приблизно за 100 км від берега, розташований початковий виробничий комплекс Mumbai High North, що складався з чотирьох платформ, з'єднаних мостами: NA, гирлової платформи, побудованої в 1976 році; MHF, житлової платформи, побудованої в 1978 році; MHN, виробничої платформи, побудованої в 1981 році; та MNW, переробної платформи, на якій розміщувалися установки для стиснення газу та закачування води. Комплекс імпортував рідини для свердловин з 11 безпілотних гирлових платформ та експортував нафту та газ на берег, а також газ для газліфту. Північний комплекс мав виробничу потужність 180 000 барелів на день (28 600 м3/день, або близько 40% внутрішнього виробництва Індії) та 148 мільйонів кубічних футів на добу.